# Cantonul Saint-Astier
Cantonul Saint-Astier este un canton din arondismentul Périgueux, departamentul Dordogne, regiunea Aquitania, Franța.

## Comune
- Annesse-et-Beaulieu
- La Chapelle-Gonaguet
- Coursac
- Grignols
- Jaure
- Léguillac-de-l'Auche
- Manzac-sur-Vern
- Mensignac
- Montrem
- Razac-sur-l'Isle
- Saint-Astier (reședință)
- Saint-Léon-sur-l'Isle